# Église Sainte-Rictrude de Ronchin
Pour les articles homonymes, voir Église Sainte-Rictrude.
L'église Sainte-Rictrude est une église catholique située à Ronchin, en France. Elle est consacrée à sainte Rictrude.

## Localisation
L'église est située dans le département français du Nord, sur la commune de Ronchin.

## Historique
L'édifice est classé au titre des monuments historiques en 1920.

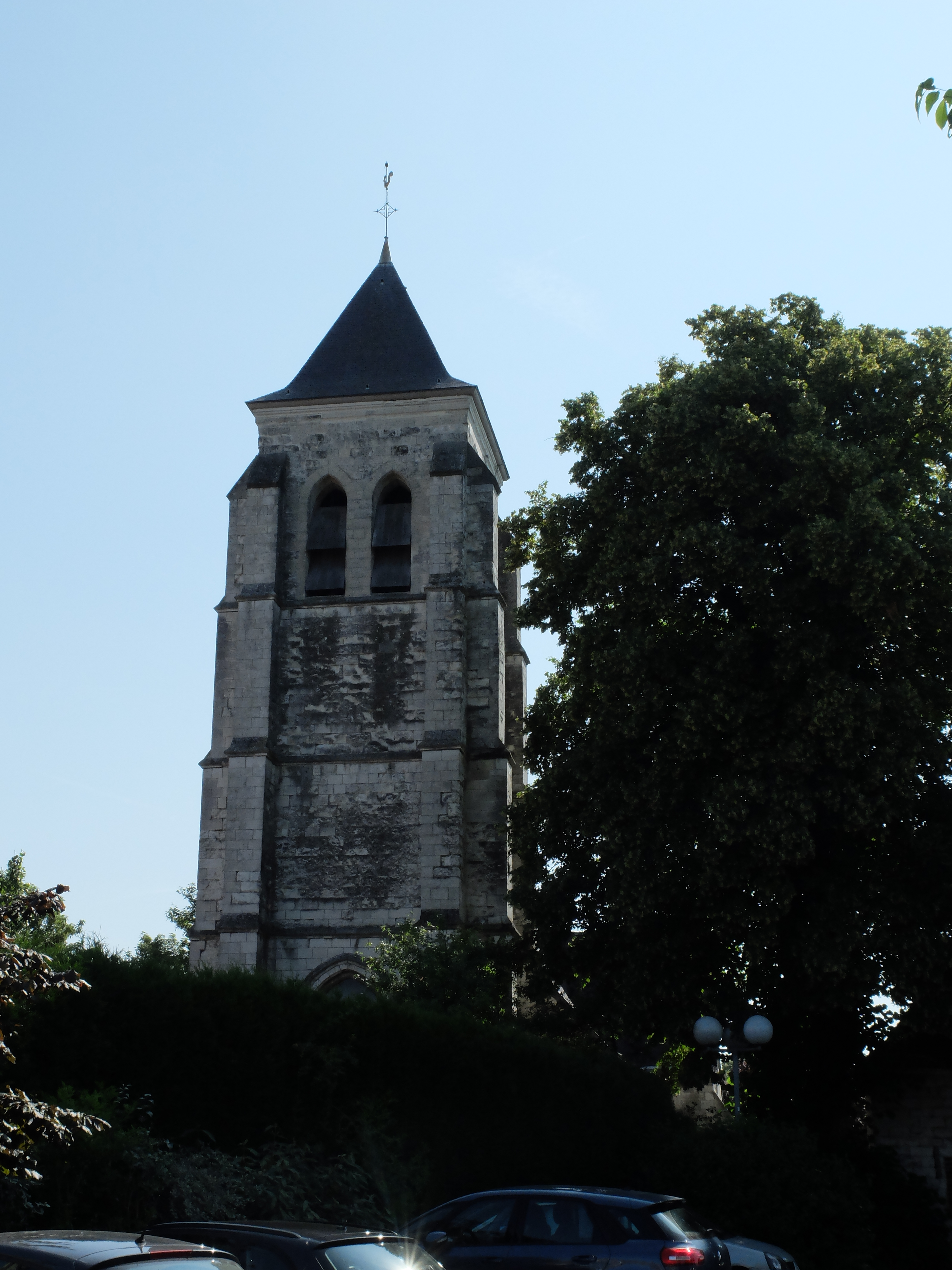
Le clocher.
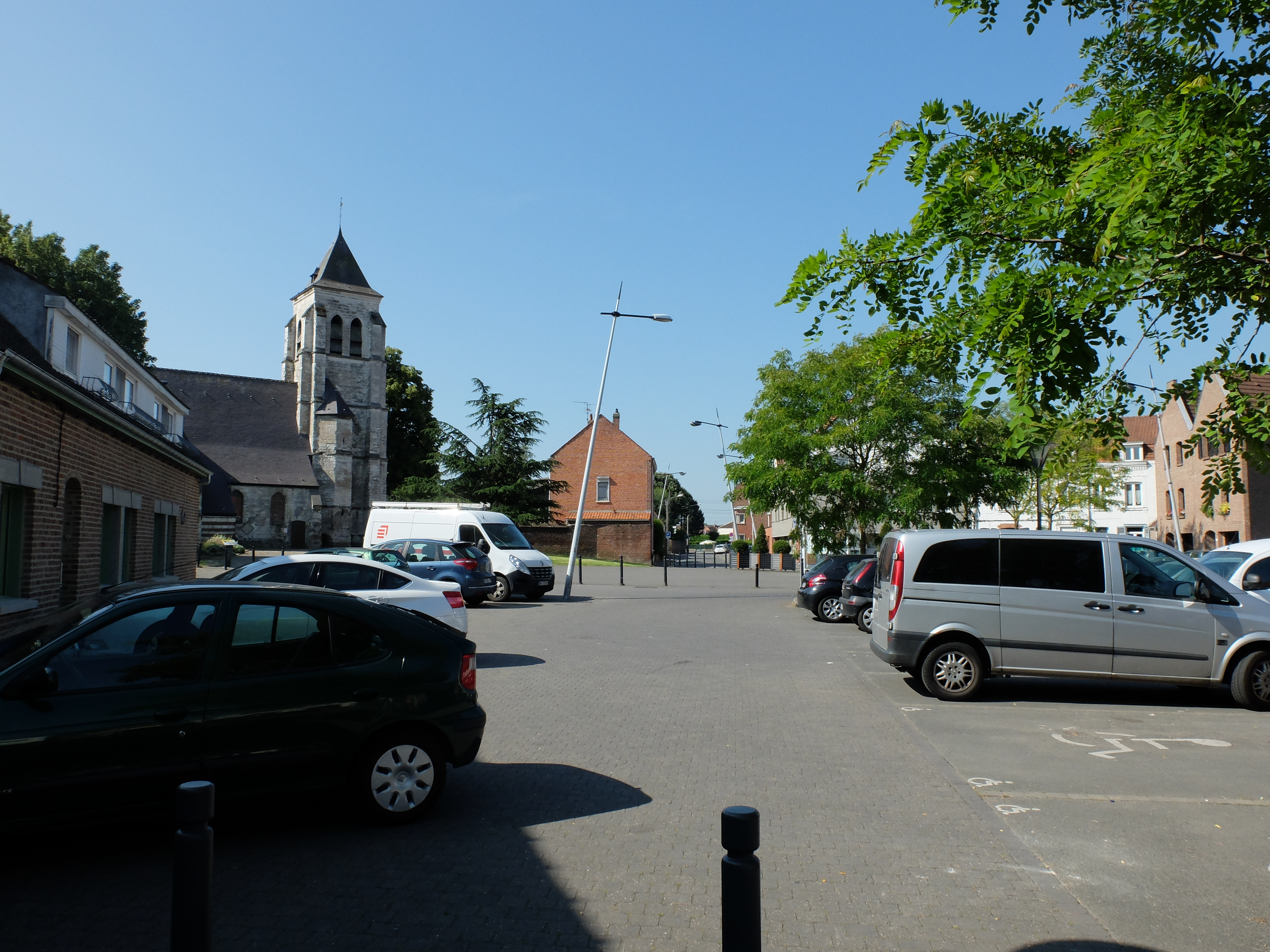
L'église et la place de la République.